# Tour der British and Irish Lions nach Südafrika 2021
| Tour der British and Irish Lions nach Südafrika 2021 | Tour der British and Irish Lions nach Südafrika 2021 | Tour der British and Irish Lions nach Südafrika 2021 | Tour der British and Irish Lions nach Südafrika 2021 | Tour der British and Irish Lions nach Südafrika 2021 |
| Übersicht                                            | S                                                    | G                                                    | U                                                    | N                                                    |
| ---------------------------------------------------- | ---------------------------------------------------- | ---------------------------------------------------- | ---------------------------------------------------- | ---------------------------------------------------- |
| Test Matches                                         | 4                                                    | 2                                                    | 0                                                    | 2                                                    |
| Sonstige Spiele                                      | 5                                                    | 4                                                    | 0                                                    | 1                                                    |
| Gesamt                                               | 9                                                    | 6                                                    | 0                                                    | 3                                                    |
|                                                      |                                                      |                                                      |                                                      |                                                      |
| Südafrika                                            | 3                                                    | 1                                                    | 0                                                    | 2                                                    |
| Japan                                                | 1                                                    | 1                                                    | 0                                                    | 0                                                    |

Die Tour der British and Irish Lions nach Südafrika 2021 war eine Tour der Rugby-Union-Auswahlmannschaft British and Irish Lions. Sie reiste von Anfang Juli bis Anfang August 2021 durch Südafrika und bestritt während dieser Zeit neun Spiele. Darunter waren drei Test Matches gegen die südafrikanische Nationalmannschaft, bei denen ein Sieg und zwei Niederlagen resultierten. Auf dem Programm standen außerdem fünf Begegnungen mit südafrikanischen Super-Rugby-Teams und der Reserve-Nationalmannschaft sowie vor der Abreise ein weiteres Test Match in Edinburgh gegen Japan. In diesen sechs Zusatzspielen siegten die Lions fünfmal und mussten eine Niederlage hinnehmen. Aufgrund der COVID-19-Pandemie kam es vor der Tour zu zahlreichen Änderungen des Spielplans, ebenso fanden die Spiele in Südafrika aus epidemiologischen Gründen vor leeren Rängen statt.

## Spielplan
Der acht Begegnungen umfassende Spielplan wurde am 4. Dezember 2019 bekannt gegeben und am 14. Mai 2021 bestätigt. Für den 26. Juni hatten die Lions außerdem ein „Heimspiel“ gegen Japan angesetzt, das erste Aufeinandertreffen der beiden Mannschaften überhaupt und das erste Heimspiel, das die Lions seit der Begegnung mit Argentinien 2005 im Millennium Stadium ausgetragen hatten.
Aufgrund der Ungewissheit betreffend COVID-19-Pandemie gab es Anfang 2021 Berichte, wonach die Tour in Großbritannien und Irland anstatt in Südafrika stattfinden, auf 2022 verschoben oder ganz abgesagt werden könnte. Da die British and Irish Lions traditionell eine reine Tourmannschaft sind, unterzeichneten Tausende von Fans eine Petition, um Druck auf den Lions-Vorstand auszuüben, damit die Tournee in Südafrika bleibt und allenfalls auf 2022 verschoben wird. Ende Januar 2021 bot Rugby Australia an, das Turnier in Australien auszurichten, sollte es nicht in Südafrika stattfinden können, was beim Lions-Vorstand jedoch auf Ablehnung stieß. Im März 2021 wurde bestätigt, dass die Tour wie geplant stattfinden werde.
Ursprünglich sollten die acht Spiele in den Heimstadien der Gegner der Lions ausgetragen werden. Aufgrund der epidemiologischen Lage kam es zu Änderungen des Spielplans, sodass alle acht Spiele nur in der Region Gauteng oder in Kapstadt ausgetragen werden sollten, um die Reisestrapazen für die Teams zu verringern. Ein Spiel gegen eine südafrikanische Einladungsmannschaft wurde durch eines gegen das Super-Rugby-Team Lions ersetzt, um die Risiken zu verringern, die mit der Aufstellung einer Mannschaft aus dem ganzen Land verbunden sind. Das Spiel gegen die Bulls musste aufgrund mehrerer positiver COVID-19-Tests im Kader der Gastgeber abgesagt werden; stattdessen wurde ein zweites Spiel gegen die Sharks angesetzt. Am 20. Juli wurde bekanntgegeben, dass das zweite und dritte Test Match gegen die Springboks von Johannesburg nach Kapstadt verlegt werden.
- Hintergrundfarbe grün = Sieg
- Hintergrundfarbe rot = Niederlage

(Test Matches sind grau unterlegt; Ergebnisse aus der Sicht der Lions)
| # | Datum           | Gegner      | Ort          | Stadion                 | Ergebnis |
| - | --------------- | ----------- | ------------ | ----------------------- | -------- |
| 1 | 26. Juni 2021   | Japan       | Edinburgh    | Murrayfield Stadium     | 28:10    |
| 2 | 03. Juli 2021   | Lions       | Johannesburg | Ellis Park Stadium      | 56:14    |
| 3 | 07. Juli 2021   | Sharks      | Pretoria     | Loftus Versfeld Stadium | 54:7     |
| 4 | 10. Juli 2021   | Sharks      | Pretoria     | Loftus Versfeld Stadium | 71:31    |
| 5 | 13. Juli 2021   | Südafrika A | Kapstadt     | Cape Town Stadium       | 13:17    |
| 6 | 17. Juli 2021   | Stormers    | Kapstadt     | Cape Town Stadium       | 49:3     |
| 7 | 24. Juli 2021   | Südafrika   | Kapstadt     | Cape Town Stadium       | 22:17    |
| 8 | 31. Juli 2021   | Südafrika   | Kapstadt     | Cape Town Stadium       | 9:27     |
| 9 | 07. August 2021 | Südafrika   | Kapstadt     | Cape Town Stadium       | 16:19    |

Anmerkung: Das Auftaktspiel gegen Japan wird vom Management der Lions nicht als offizielles Test Match angesehen.

## Test Matches

### Auftaktspiel
| 26. Juni 2021 15:00 WESZ (UTC+1) | British and Irish Lions                                                                                   | 28 : 10        | Japan                                                                            | Murrayfield Stadium, Edinburgh Zuschauer: 16.500 Schiedsrichter: Pascal Gaüzère (Frankreich) |
| 26. Juni 2021 15:00 WESZ (UTC+1) | Versuche: Adams 11. erh. van der Merwe 17. erh. Henshaw 22. erh. Beirne 48. erh. Erhöhungen: Biggar (4/4) | (21:0) Bericht | Versuche: Himeno 58. erh. Erhöhungen: Tamura (1/1) Straftritte: Tamura (1/2) 68. | Murrayfield Stadium, Edinburgh Zuschauer: 16.500 Schiedsrichter: Pascal Gaüzère (Frankreich) |

| 15                 | Liam Williams       | 65. |
| 14                 | Josh Adams          |     |
| 13                 | Robbie Henshaw      |     |
| 12                 | Bundee Aki          | 50. |
| 11                 | Duhan van der Merwe |     |
| 10                 | Dan Biggar          |     |
| 09                 | Conor Murray        | 60. |
| 08                 | Jack Conan          | 70. |
| 07                 | Justin Tipuric      | 22. |
| 06                 | Tadhg Beirne        |     |
| 05                 | Alun Wyn Jones      | 8.  |
| 04                 | Iain Henderson      |     |
| 03                 | Tadhg Furlong       | 52. |
| 02                 | Ken Owens           | 69. |
| 01                 | Rory Sutherland     | 52. |
| Auswechselspieler: |                     |     |
| 16                 | Jamie George        | 69. |
| 17                 | Wyn Jones           | 52. |
| 18                 | Kyle Sinckler       | 52. |
| 19                 | Courtney Lawes      | 8.  |
| 20                 | Taulupe Faletau     | 22. |
| 21                 | Ali Price           | 60. |
| 22                 | Owen Farrell        | 50. |
| 23                 | Anthony Watson      | 65. |
| Trainer:           |                     |     |
| Warren Gatland     |                     |     |

| 15                 | Ryōhei Yamanaka     |     |
| 14                 | Kōtarō Matsushima   |     |
| 13                 | Timothy Lafaele     |     |
| 12                 | Ryōto Nakamura      |     |
| 11                 | Siosaia Fifita      |     |
| 10                 | Yū Tamura           |     |
| 09                 | Kaito Shigeno       | 65. |
| 08                 | Amanaki Mafi        | 67. |
| 07                 | Lappies Labuschagné | 49. |
| 06                 | Michael Leitch      |     |
| 05                 | James Moore         |     |
| 04                 | Wimpie van der Walt | 61. |
| 03                 | Koo Ji-won          | 55. |
| 02                 | Atsushi Sakate      |     |
| 01                 | Keita Inagaki 60.   |     |
| Auswechselspieler: |                     |     |
| 16                 | Kōsuke Horikoshi    |     |
| 17                 | Craig Millar        | 60. |
| 18                 | Asaeli Ai Valu      | 55. |
| 19                 | Jack Cornelsen      | 61. |
| 20                 | Kazuki Himeno       | 49. |
| 21                 | Tevita Tatafu       | 67. |
| 22                 | Naoto Saitō         | 65. |
| 23                 | Rikiya Matsuda      |     |
| Trainer:           |                     |     |
| Jamie Joseph       |                     |     |

### 1. Test Match
| 24. Juli 2021 18:00 SAST (UTC+2) | Südafrika                                                                  | 17 : 22        | British and Irish Lions                                                                                                 | Cape Town Stadium, Kapstadt Zuschauer: 0 Schiedsrichter: Nic Berry (Australien) |
| 24. Juli 2021 18:00 SAST (UTC+2) | Versuche: de Klerk 49. n.erh. Erhöhungen: Pollard (4/5) 13., 17., 26., 30. | (12:3) Bericht | Versuche: Cowan-Dickie 43. erh. Erhöhungen: Biggar (1/1) Straftritte: Biggar (4/5) 19., 52., 55., 62. Farrell (1/1) 78. | Cape Town Stadium, Kapstadt Zuschauer: 0 Schiedsrichter: Nic Berry (Australien) |

| 15                 | Willie le Roux       | 66. |
| 14                 | Cheslin Kolbe        |     |
| 13                 | Lukhanyo Am          |     |
| 12                 | Damian de Allende    |     |
| 11                 | Makazole Mapimpi     |     |
| 10                 | Handré Pollard       | 70. |
| 09                 | Faf de Klerk         | 73. |
| 08                 | Kwagga Smith         | 63. |
| 07                 | Pieter-Steph du Toit |     |
| 06                 | Siya Kolisi          |     |
| 05                 | Franco Mostert       | 62. |
| 04                 | Eben Etzebeth        |     |
| 03                 | Trevor Nyakane       | 40. |
| 02                 | Bongi Mbonambi       | 40. |
| 01                 | Ox Nché              | 40. |
| Auswechselspieler: |                      |     |
| 16                 | Malcolm Marx         | 40. |
| 17                 | Steven Kitshoff      | 40. |
| 18                 | Frans Malherbe       | 40. |
| 19                 | Lood de Jager        | 62. |
| 20                 | Rynhardt Elstadt     | 63. |
| 21                 | Herschel Jantjies    | 73. |
| 22                 | Elton Jantjies       | 70. |
| 23                 | Damian Willemse      | 66. |
| Trainer:           |                      |     |
| Jacques Nienaber   |                      |     |

| 15                 | Stuart Hogg         |         |
| 14                 | Anthony Watson      |         |
| 13                 | Elliot Daly         | 50. 66. |
| 12                 | Robbie Henshaw      |         |
| 11                 | Duhan van der Merwe | 70.     |
| 10                 | Dan Biggar          | 66.     |
| 09                 | Ali Price           | 63.     |
| 08                 | Jack Conan          |         |
| 07                 | Tom Curry           | 56.     |
| 06                 | Courtney Lawes      | 72.     |
| 05                 | Alun Wyn Jones      |         |
| 04                 | Maro Itoje          |         |
| 03                 | Tadhg Furlong       | 66.     |
| 02                 | Luke Cowan-Dickie   | 56.     |
| 01                 | Rory Sutherland     | 56.     |
| Auswechselspieler: |                     |         |
| 16                 | Ken Owens           | 56.     |
| 17                 | Mako Vunipola       | 56.     |
| 18                 | Kyle Sinckler       | 66.     |
| 19                 | Tadhg Beirne        | 72.     |
| 20                 | Hamish Watson       | 56.     |
| 21                 | Conor Murray        | 63.     |
| 22                 | Owen Farrell        | 64.     |
| 23                 | Liam Williams       | 70.     |
| Trainer:           |                     |         |
| Warren Gatland     |                     |         |

### 2. Test Match
| 31. Juli 2021 18:00 | Südafrika | 27 : 9        | British and Irish Lions                | Cape Town Stadium, Kapstadt Zuschauer: 0 Schiedsrichter: Ben O’Keeffe (Neuseeland) |
| 31. Juli 2021 18:00 | Versuche: Mapimpi 44. n.erh. Am 60. erh. Erhöhungen: Pollard (1/2) Straftritte: Pollard (5/6) 3., 31., 70., 75., 80. | (6:9) Bericht | Straftritte: Biggar (3/4) 9., 16., 36. | Cape Town Stadium, Kapstadt Zuschauer: 0 Schiedsrichter: Ben O’Keeffe (Neuseeland) |

| 15                 | Willie le Roux       |              |
| 14                 | Cheslin Kolbe        | 24. bis 34.′ |
| 13                 | Lukhanyo Am          |              |
| 12                 | Damian de Allende    |              |
| 11                 | Makazole Mapimpi     | 67.          |
| 10                 | Handré Pollard       |              |
| 09                 | Faf de Klerk         | 63.          |
| 08                 | Jasper Wiese         | 55.          |
| 07                 | Pieter-Steph du Toit | 21.          |
| 06                 | Siya Kolisi          | 72.          |
| 05                 | Franco Mostert       |              |
| 04                 | Eben Etzebeth        |              |
| 03                 | Frans Malherbe       | 55.          |
| 02                 | Bongi Mbonambi       | 55.          |
| 01                 | Steven Kitshoff      | 59.          |
| Auswechselspieler: |                      |              |
| 16                 | Malcolm Marx         | 55.          |
| 17                 | Trevor Nyakane       | 59.          |
| 18                 | Vincent Koch         | 55.          |
| 19                 | Lood de Jager        | 55.          |
| 20                 | Marco van Staden     | 72.          |
| 21                 | Kwagga Smith         | 21.          |
| 22                 | Herschel Jantjies    | 63.          |
| 23                 | Damian Willemse      | 67.          |
| Trainer:           |                      |              |
| Jacques Nienaber   |                      |              |

| 15                 | Stuart Hogg         |              |
| 14                 | Anthony Watson      |              |
| 13                 | Chris Harris        | 61.          |
| 12                 | Robbie Henshaw      |              |
| 11                 | Duhan van der Merwe | 22. bis 32.′ |
| 10                 | Dan Biggar          | 57.          |
| 09                 | Conor Murray        | 57.          |
| 08                 | Jack Conan          | 59.          |
| 07                 | Tom Curry           |              |
| 06                 | Courtney Lawes      | 70.          |
| 05                 | Alun Wyn Jones      |              |
| 04                 | Maro Itoje          |              |
| 03                 | Tadhg Furlong       | 55.          |
| 02                 | Luke Cowan-Dickie   | 55.          |
| 01                 | Mako Vunipola       | 55.          |
| Auswechselspieler: |                     |              |
| 16                 | Ken Owens           | 55.          |
| 17                 | Rory Sutherland     | 55.          |
| 18                 | Kyle Sinckler       | 55.          |
| 19                 | Tadhg Beirne        | 70.          |
| 20                 | Taulupe Faletau     | 59.          |
| 21                 | Ali Price           | 57.          |
| 22                 | Owen Farrell        | 57.          |
| 23                 | Elliot Daly         | 61.          |
| Trainer:           |                     |              |
| Warren Gatland     |                     |              |

### 3. Test Match
| 7. August 2021 18:00 | Südafrika                                                                                                   | 19 : 16        | British and Irish Lions                                                                     | Cape Town Stadium, Kapstadt Zuschauer: 0 Schiedsrichter: Mathieu Raynal (Frankreich) |
| 7. August 2021 18:00 | Versuche: Kolbe 55. erh. Erhöhungen: Pollard (1/1) Straftritte: Pollard (2/4) 12., 36. Steyn (2/2) 67., 79. | (6:10) Bericht | Versuche: Owens 19. erh. Erhöhungen: Russell (1/1) Straftritte: Russell (3/3) 16., 63., 75. | Cape Town Stadium, Kapstadt Zuschauer: 0 Schiedsrichter: Mathieu Raynal (Frankreich) |

| 15                 | Willie le Roux    | 68.         |
| 14                 | Cheslin Kolbe     |             |
| 13                 | Lukhanyo Am       |             |
| 12                 | Damian de Allende |             |
| 11                 | Makazole Mapimpi  |             |
| 10                 | Handré Pollard    | 64.         |
| 09                 | Cobus Reinach     | 63.         |
| 08                 | Jasper Wiese      | 62.         |
| 07                 | Franco Mostert    | 12. bis 20. |
| 06                 | Siya Kolisi       | 55. 62.     |
| 05                 | Lood de Jager     | 52.         |
| 04                 | Eben Etzebeth     |             |
| 03                 | Frans Malherbe    | 55.         |
| 02                 | Bongi Mbonambi    | 55.         |
| 01                 | Steven Kitshoff   | 60.         |
| Auswechselspieler: |                   |             |
| 16                 | Malcolm Marx      | 55.         |
| 17                 | Trevor Nyakane    | 60.         |
| 18                 | Vincent Koch      | 55.         |
| 19                 | Marco van Staden  | 55.         |
| 20                 | Kwagga Smith      | 12. 20. 52. |
| 21                 | Herschel Jantjies | 63.         |
| 22                 | Morné Steyn       | 64.         |
| 23                 | Damian Willemse   | 68.         |
| Trainer:           |                   |             |
| Jacques Nienaber   |                   |             |

| 15                 | Liam Williams       |     |
| 14                 | Josh Adams          |     |
| 13                 | Robbie Henshaw      |     |
| 12                 | Bundee Aki          |     |
| 11                 | Duhan van der Merwe |     |
| 10                 | Dan Biggar          | 10. |
| 09                 | Ali Price           | 58. |
| 08                 | Jack Conan          | 60. |
| 07                 | Tom Curry           |     |
| 06                 | Courtney Lawes      |     |
| 05                 | Alun Wyn Jones      | 60. |
| 04                 | Maro Itoje          |     |
| 03                 | Tadhg Furlong       | 58. |
| 02                 | Ken Owens           | 53. |
| 01                 | Wyn Jones           | 43. |
| Auswechselspieler: |                     |     |
| 16                 | Luke Cowan-Dickie   | 53. |
| 17                 | Mako Vunipola       | 43. |
| 18                 | Kyle Sinckler       | 58. |
| 19                 | Adam Beard          | 60. |
| 20                 | Sam Simmonds        | 60. |
| 21                 | Conor Murray        | 58. |
| 22                 | Finn Russell        | 10. |
| 23                 | Elliot Daly         |     |
| Trainer:           |                     |     |
| Warren Gatland     |                     |     |

## Kader

### Kader
Zu den Kandidaten für den Posten des Cheftrainers gehörten Gerüchten zufolge Warren Gatland, Eddie Jones, Gregor Townsend, Joe Schmidt, Dai Young und Mark McCall. Der Lions-Vorstand entschied sich zum dritten Mal in Folge für Gatland und gab dies am 12. Juni 2019 öffentlich bekannt. Am 13. April 2021 präsentierte Gatland sein Trainerteam, zu dem auch der schottische Nationaltrainer Gregor Townsend, dessen Assistent Steve Tandy, der Leinster-Stürmertrainer Robin McBryde und der Waliser Neil Jenkins gehören. Für Jenkins war es die sechste Tour (zwei als Spieler, vier als Trainer), für Townsend, Tandy und McBryde die erste Lions-Tournee als Trainer.
- Tourmanager: Jason Leonard
- Cheftrainer: Warren Gatland
- Assistenztrainer: Neil Jenkins, Robin McBryde, Steve Tandy, Gregor Townsend
- Kapitän: Alun Wyn Jones

### Spieler
Der Vorsitzende der Lions, Jason Leonard, stellte am 6. Mai 2021 den vorläufigen Kader mit 37 Spielern vor. Er umfasste elf Engländer, zehn Waliser, acht Iren und acht Schotten. Andrew Porter zog sich am 5. Juni wegen einer Zehenverletzung aus dem Kader zurück und wurde durch Kyle Sinckler ersetzt. Rónan Kelleher nahm am Trainingslager vor der Tour auf Jersey teil, um für die Hakler Jamie George und Luke Cowan-Dickie einzuspringen, die Vereinsverpflichtungen hatten; er wurde schließlich am 14. Juli in den Kader berufen. Am 26. Juni zogen sich Kapitän Alun Wyn Jones und Justin Tipuric§ nach ihren Verletzungen aus dem Spiel gegen Japan zurück; an ihre Stelle traten Adam Beard und Josh Navidi als Ersatzspieler. Am 14. Juli kehrte Jones in den Kader zurück, nachdem er seine Schulterverletzung auskuriert hatte. Am 10. Juli ersetzte Marcus Smith den verletzten Finn Russell.
| Spieler             | Position         | Mannschaft         |
| ------------------- | ---------------- | ------------------ |
| Gareth Davies       | Gedrängehalb     | Scarlets           |
| Conor Murray        | Gedrängehalb     | Munster Rugby      |
| Ali Price           | Gedrängehalb     | Glasgow Warriors   |
| Dan Biggar          | Verbinder        | Northampton Saints |
| Owen Farrell        | Verbinder        | Saracens           |
| Finn Russell        | Verbinder        | Racing 92          |
| Marcus Smith        | Verbinder        | Harlequins         |
| Bundee Aki          | Innendreiviertel | Connacht Rugby     |
| Elliot Daly         | Innendreiviertel | Saracens           |
| Chris Harris        | Innendreiviertel | Gloucester Rugby   |
| Robbie Henshaw      | Innendreiviertel | Leinster Rugby     |
| Josh Adams          | Außendreiviertel | Cardiff Rugby      |
| Louis Rees-Zammit   | Außendreiviertel | Gloucester Rugby   |
| Duhan van der Merwe | Außendreiviertel | Edinburgh Rugby    |
| Anthony Watson      | Außendreiviertel | Bath Rugby         |
| Stuart Hogg         | Schlussmann      | Exeter Chiefs      |
| Liam Williams       | Schlussmann      | Scarlets           |

| Spieler           | Position             | Mannschaft         |
| ----------------- | -------------------- | ------------------ |
| Luke Cowan-Dickie | Hakler               | Exeter Chiefs      |
| Jamie George      | Hakler               | Saracens           |
| Rónan Kelleher    | Hakler               | Leinster Rugby     |
| Ken Owens         | Hakler               | Scarlets           |
| Zander Fagerson   | Pfeiler              | Glasgow Warriors   |
| Tadhg Furlong     | Pfeiler              | Leinster Rugby     |
| Wyn Jones         | Pfeiler              | Scarlets           |
| Kyle Sinckler     | Pfeiler              | Bristol Bears      |
| Rory Sutherland   | Pfeiler              | Edinburgh Rugby    |
| Mako Vunipola     | Pfeiler              | Saracens           |
| Adam Beard        | Zweite-Reihe-Stürmer | Ospreys            |
| Tadhg Beirne      | Zweite-Reihe-Stürmer | Munster Rugby      |
| Iain Henderson    | Zweite-Reihe-Stürmer | Ulster Rugby       |
| Jonny Hill        | Zweite-Reihe-Stürmer | Exeter Chiefs      |
| Maro Itoje        | Zweite-Reihe-Stürmer | Saracens           |
| Alun Wyn Jones    | Zweite-Reihe-Stürmer | Ospreys            |
| Courtney Lawes    | Zweite-Reihe-Stürmer | Northampton Saints |
| Tom Curry         | Flügelstürmer        | Sale Sharks        |
| Josh Navidi       | Flügelstürmer        | Cardiff Rugby      |
| Sam Simmonds      | Flügelstürmer        | Exeter Chiefs      |
| Justin Tipuric    | Flügelstürmer        | Ospreys            |
| Hamish Watson     | Flügelstürmer        | Edinburgh Rugby    |
| Jack Conan        | Nummer Acht          | Leinster Rugby     |
| Taulupe Faletau   | Nummer Acht          | Gloucester Rugby   |